# Краљевина Израел (уједињено)
Краљевина Израел, назив је за државу коју су у 13. веку п. н. е. формирала Дванаест племена Израела. Држава је постојала током владавине Савла, Давида и Соломона, а њена историја је описана у Старом завету. Слабост јединства државе довео је до распада државе након Соломонове смрти (око 930. године п. н. е.). Од Уједињене монархије настале су две државе: Краљевина Самарија и Краљевина Јудеја.

## Датирање изласка
У периоду од 1200. до 1000. године п. н. е. утврђена је приметна промена у Палестини. Период до 1200. године био је обележен постојањем бројних, прилично развијених градова-држава чији су краљеви били потчињени Египту. До око 1000. године овај политички модел био је измењен: већину обалских градова населили су Филистејци. Нова држава, Израиљ, такође је формирана. Насељена је народом који до тада није живео на овим просторима. Једини податак који историчар има да објасни ову појаву јесте Књига Исуса Навина Старог завета. Она наводи да је настанак нове државе повезан са уласком Јевреја у Обећану земљу. Књига извештава да је 12 израиљских племена од којих је свако потицало од Јакова, ушло у ову област и војним путем је заузели. Потом су је населили.
Датум овог догађаја дат је у Првој књизи о царевима где се наводи да се излазак из Египта догодио 480 година пре изградње храма у Јерусалиму. Храм је изграђен приближно 950. године п. н. е. што овај догађај ставља у период око 1430. године п. н. е. Ново египатско царство било је прилично стабилно у овом периоду те је и контрола над Левантом била чврста. Због тога се излазак Јевреја из Египта не чини могућим у то доба, а њихово насељавање у Канану не би било успешно.
Други проблем је тај што се у опису Боравка у Египту наводи да су Јевреји били посебно угњетавани током изградње два важна краљевска града — Питома и Рамесу. Рамесу се изједначава са престоницом Рамзеса II — Пер-Рамзес. Због тога се Излазак не може датовати пре Рамзесовог доласка на власт, тј. 1290. године.
Датум који се наводи у Првој књизи о царевима не одговара историјској ситуацији. Због тога мора бити прилагођен. То је могуће учинити не реметећи доказ из Прве књиге о царевима, претпостављајући да се та бројка „480” заснива на бројању генерација. Обично се рачуна да једна генерација обухвата 40 година, па збир одражава 12 генерација од по 40 година. Међутим, много је реалнија претпоставка да је генерација у предмодерном свету могла обухватати свега 25 година те долазимо до претпоставке да Излазак можемо приближно датовати на период око 1250. године п. н. е. На стели Мернептаха, Рамзесовог наследника, помињу се Јевреји као народ који је населио Палестину те се ова претпоставка уклапа у историјску ситуацију.

## Појава израиљске државе
Све што се може рећи о израиљској држави пре појаве монархије под Саулом јесте да су неке групе унутар централног Израела формирале посебне друштвено-политичке ентитете тј. племена. Племена су почела да сматрају да су повезана међусобно преко заједничког епонимног претка, Израела. У неком тренутку, могуће тек доста касније, предак Израел је поистовећиван са Јаковом.
Повезивање племена у Палестини довело је до међуплеменске федерације која се састајала са времена на време у одређеним светилиштима ради обожавања заједничког божанства — Јахвеа. Зближавање племена долазило је и као последица заједничке опасности по независност ових држава која је долазила од њихових суседа — Моаба, Едона, Амонита и Амалекита. Као резултат, појавио се известан број хероја, „судија”, да ослободе Израел од опасности. Међутим, ови ратници нису иступали у име „читавог Израела” јер није увек читав Израел био у непосредној опасности. Једини пут када је то био случај јесте када су Филистејци нанели пораз израиљским снагама и заробили централни симбол вере Јевреја, Заветни ковчег. У време ове кризе, на чело Израиља избио је Саул из племена Венијаминовог. Саул је ослободио Израиљ од филистејског јарма. Саул је имао успеха и против других непријатеља. Нанео је пораз Амонитима. Уследио је његов избор за краља у Гилгалу, старом култном центру.

## Саулова владавина
Саулов нови положај био је без преседана у Израиљу. Међутим, лични аd hoc карактер Саулове владавине трпео је недостатак чврстог правно-административног оквира. Таква структура била је потребна како би се редовно извлачили финансијски и војни доприности од претходно аутономних јединица. Саулова владавина је врло слабо документована јер се највећи део Старог завета, јединог извора за овај период, усредсеђује на њега као на подулогу за владавину Давида. Међутим, неке промене ипак се могу уочити. Током Саулове владавине развијена је израиљска војска. Установљено је и језгро стајаће војске. Посебна служба која се јавља током Саулове владавине јесте функција „војног заповедника”. Он је био одговоран краљу. Функцију је у доба Саулове владавине обављао његов рођак Авенир.
Значајна достигнућа Саулове владавине јесу његови војни успеси и укључивање људи који нису били чланови „племена” у Израиљску државу. Истовремено долази до развоја, истина примитивне, административне и војне машинерије. Тиме су постављени основи на којима је Давид изградио своју успешну државу.

## Давидова борба за власт
Прича о Давиду садржи романтичне елементе, нпр. догађај са Голијатом који је готово сигурно пренет на њега са оригиналног протагонисте, Елханана. Други аспекти много су релевантнији. Давид је био високи војни официр у служби Саула. Због своје популарности, Давид је побудио љубомору краља. Због тога је морао да побегне у јужна јудејска брда. Тамо је основао приватну војску од разних одметника и бегунаца. Са њима је извршио низ очајничких напада. Тиме је стварао основу власти у Јудеји која је једним делом била изван Сауловог домета. Саул је прогонио Давида. Због тога се Давид придружио непријатељима Израела, Филистејцима. У бици у којој је Саул поражен, Давид је учествовао на филистејској страни. Саул је био поражен и убијен заједно са његова три сина и бројним члановима краљевске породице. Филистеја је била знатно моћнија од Израиља. Ова доминација трајала је седам и по година. Авенир је успео да, након Саулове смрти, обезбеди престо његовом сину Ивостеју.
У том тренутку постојала су две међусобно супротстављене краљевине, Давидово и Ивостејево. Ивостеј је био слаб владар и са муком је одржавао очеву државу. Авенир је ступио у тајне преговоре са Давидом предлагавши му да ожени Саулову кћер Михаилу. Међутим, због дубоког неповерења између две области, Авенир је убијен од стране једног од Давидових официра. Ивостеја су убили становници Вирота, једног од кананских градова који је испаштао под Саулом. Давид је склопио споразум са Израелом након чега је крунисан за краља у Хеброну.

## Давидова освајања
Давид је својој краљевини припојио бројне државе путем изузетно бруталних ратова. Међу његовим најзначајнијим освајањима јесте заузимање Јерусалима кога је претворио у краљевски град Јудеје. Јерусалим се налазио на значајном стратешком положају, прилично близу граници Израела и Јудеје. Временом је Давид прикључио својој држави све кананске градове на територији Израела и Јудеје. Водио је огорчене ратове против три државе источно од своје краљевине: Амона, Моаб и Едома. Приликом освајања, сурово је кажњавао становништво. У Моабу је од мача изгинуло две трећине становништва. Преживели су били приморани да Давида снабдевају радном снагом. Краљ је однео победу и над арамејским државама на северу под Арам Зобом. На овим просторима створено је неколико потчињених држава.
Иако Давид није остварио премоћ над Филистејцима, сталним ратовима учврстио је границу између две државе. Филистејци су престали бити смртни непријатељи Израиљаца.

## Давидова држава
Заповедништво над војском било је подељено између два официра (чиновника). Један се налазио на челу краљеве личне гарде. Други је био одговоран за општу мобилизацију свих ратника. Други чиновник био је и надзорник радних снага и организатор обезбеђивања људства неопходних за краљеве грађевинске подухвате, нпр. изградња утврђења. Постојала је дворска хијерархија нпр. надзорник палате, бележник, секретар и сл. Блиско повезан са краљев био је и део свештенства.
Најважнији култ у краљевини био је Јахвин. Давид је у Јерусалим вратио Заветни ковчег и поставио га у близини свог службеног пребивалишта. Тиме је најважнији културни симбол Израела ставио под краљевско покровитељство.
И поред Давидове реорганизације и централизације, држава је била рањива, састављена од бројних различитих група које нису увек биле задовољне његовом владавином. Саулови наследници били су стална претња Давидовој владавини. Због тога је Давид масакрирао готово све чланове породице бившег краља. Једини преживели члан Саулове породице био је његов хрони унук Мефивостеј кога је Давид довео на свој двор.

## Соломон
Давид је свога млађег сина Соломона именовао за краља. Било је то супротно жељи народа који је био незадовољан заобилажењем старијег Давидовог сина. По ступању на престо, Соломон је казнио чланове двора који су подржавали покушаје његовог старијег брата да наследи престо. Двојица су погубљени, трећи је прогнан. У Првој књизи о царевима описује се да је Соломон у брдима недалеко од Гаваона уснио сан у којем му је Јахве понудио испуњење једне жеље. Соломон је тражио мудрост. Тиме је Соломон истакао божанско одобравање његове власти.
Током Соломонове владавине јасно се примећује учешће краља у култу. Прва половина његове владавине била је далеко успешнија него друга која је, по писаним изворима, била засењена идолатријом којој се одао те његовим многобројним браковима. По Првој књизи о царевима, имао је 700 жена и 300 конкубина. Чим је засео на престо, почео је ширити границе свог царства ушавши у унију са Египтом женидбом се ћерком фараона. Соломон је изградио и храм у Јерусалиму. За његову градњу Давид је много година пре смрти учествовао у прикупљању материјала. Након завршетка храма, Соломон подиже многе грађевине у Јерусалиму и широм свог царства. Пуних тринаест година градио је краљевску палату у Офелу. Започиње и велике радове на изградњи система за снабдевање Јерусалима водом, гради тврђаву Милон (у Септуагинти) за одбрану Јерусалима а у дивљини гради Тадмор који ће служити подједнако и као трговачки центар и као војна база.
Соломон се користио трговачким потенцијалом Израиља који је обухватао све путеве који воде од Црвеног мора до Дамаска. Иако посета краљице од Сабе спада у домен легенди, свакако је врло могуће да је Соломон својом контролом путева концентрисао у својим рукама и део трговине арабљанским мирисима и зачинима. Важан догађај који му се приписује јесте и успостављање пореских области у Израиљу.

## Крај Уједињене монархије
Убрзане промене које су наступиле након Соломонове смрти показале су да је његова држава, и поред бројних успеха, била веома нестабилна и склона да се распадне на своје конститутивне делове. Тачно то се и догодило одмах после Соломонове смрти (око 930/922. године п. н. е.). У време Соломонове смрти, државе Арам Зобе и Дамаска постале су независне, а Едом се успешно побунио. Опис пада уједињене краљевине дат је у Првој књизи о царевима. У њој је дат редослед догађаја по којима је Соломон запоставио одржавање чистоће у вези са култом Јахве. То је за последицу имало уздизање супарничког краља северу. Устанак је подстакао пророк Ахија из Силоха који је прорекао Јеровоаму, надзорнику државних најамних радника, да ће постати краљ десет племена на северу. Соломон је неуспешно покушао да убије Јеровоама који бежи у Египат. Јеровоам је по Соломоновој смрти изазвао његовог сина и наследника Ровоама у вези са питањем захтева принудно рада који је Јудеја наметала северном суседу. Ровоам је охоло одбио захте. Након безуспешних покушаја да наметне послушност, Ровоам се повукао у Јерусалим. Од уједињене краљевине Израиља настале су две државе: Северна краљевина са седиштем у Самарији и Јужна краљевина са центром у Јерусалиму.